# Etersheimer Braakmolen
De Etersheimer Braakmolen is een poldermolen in Etersheim (gemeente Edam-Volendam) en bemaalt de gelijknamige Etersheimer Braakpolder.
De Etersheimer Braak is ontstaan door een dijkdoorbraak en in 1632 bedijkt. De polder maalt uit als onderbemaling op de polder Zeevang. In 1882 verbrandde de oude molen. De nieuwe molen die werd gebouwd was geen lang leven beschoren, want in 1886 brandde die ook af. Ook toen werd weer voor nieuwbouw gekozen.
De molen werd in 1920 vervangen door een elektrisch gemaal, en in 1926 werden de roeden gestreken. In 1935 werd de romp zelfs afgezaagd boven de kapzolder.
In 1999 werd, na initiatieven van een jaar eerder, een stichting opgericht om de molen weer maalvaardig te installeren. Uiteindelijk worden in 2002 de kap en roeden weer geplaatst. Uiteindelijk werd de molen in 2005 weer maalvaardig opgeleverd. De molen kan zowel uitmalen, als in circuit malen.
De schuur en de molen vormen samen een bezoekerscentrum, genaamd "De Breek". De Etersheimer Braakmolen wordt geregeld opengesteld voor het publiek. Het bezoekerscentrum is elk weekend van het jaar geopend. 
In 2024 fungeerde de molen als decor voor de videoclip van Joost Kleins Europapa, de Nederlandse inzending van het Eurovisiesongfestival van dat jaar.

## Foto's

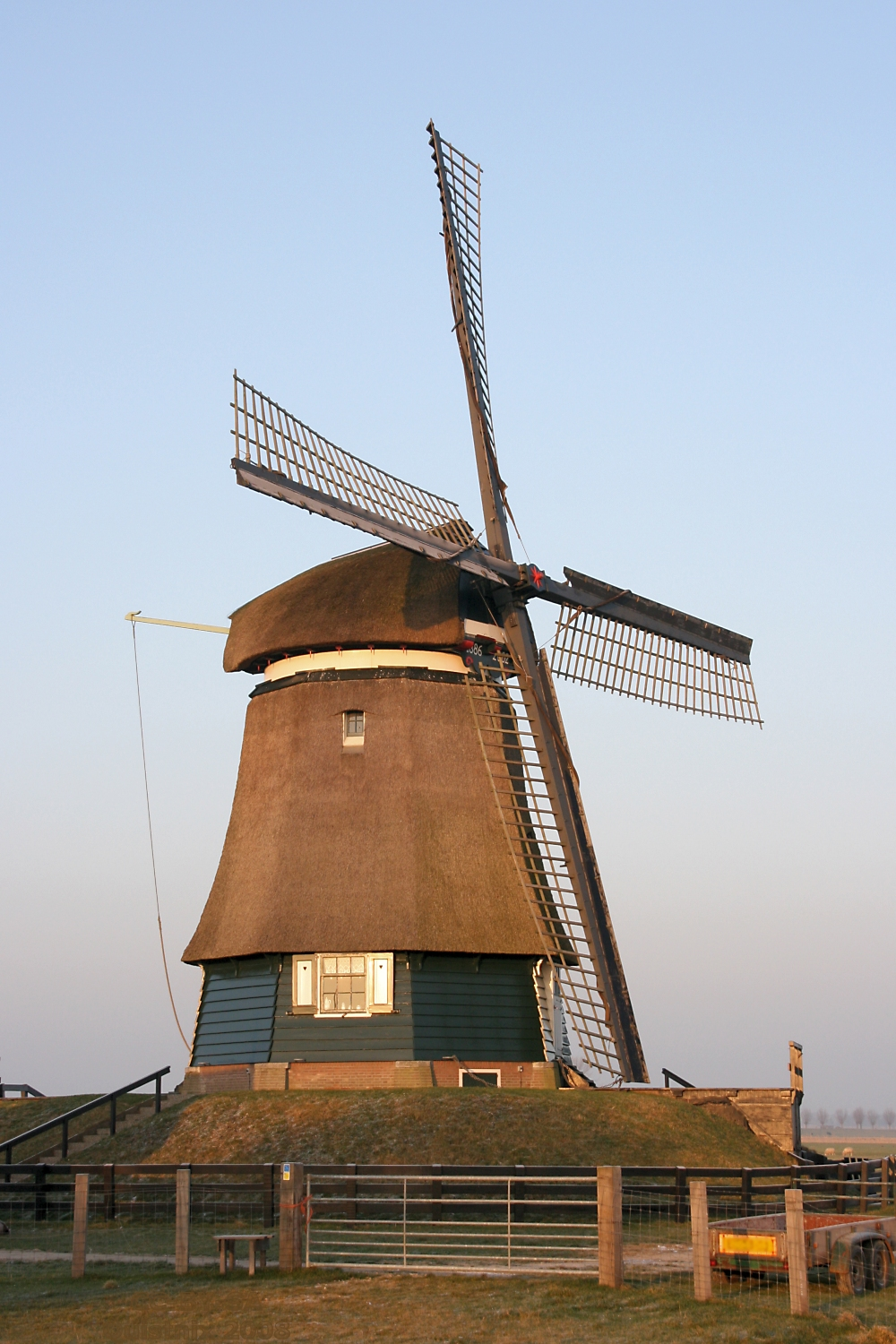
De molen in het ochtendlicht
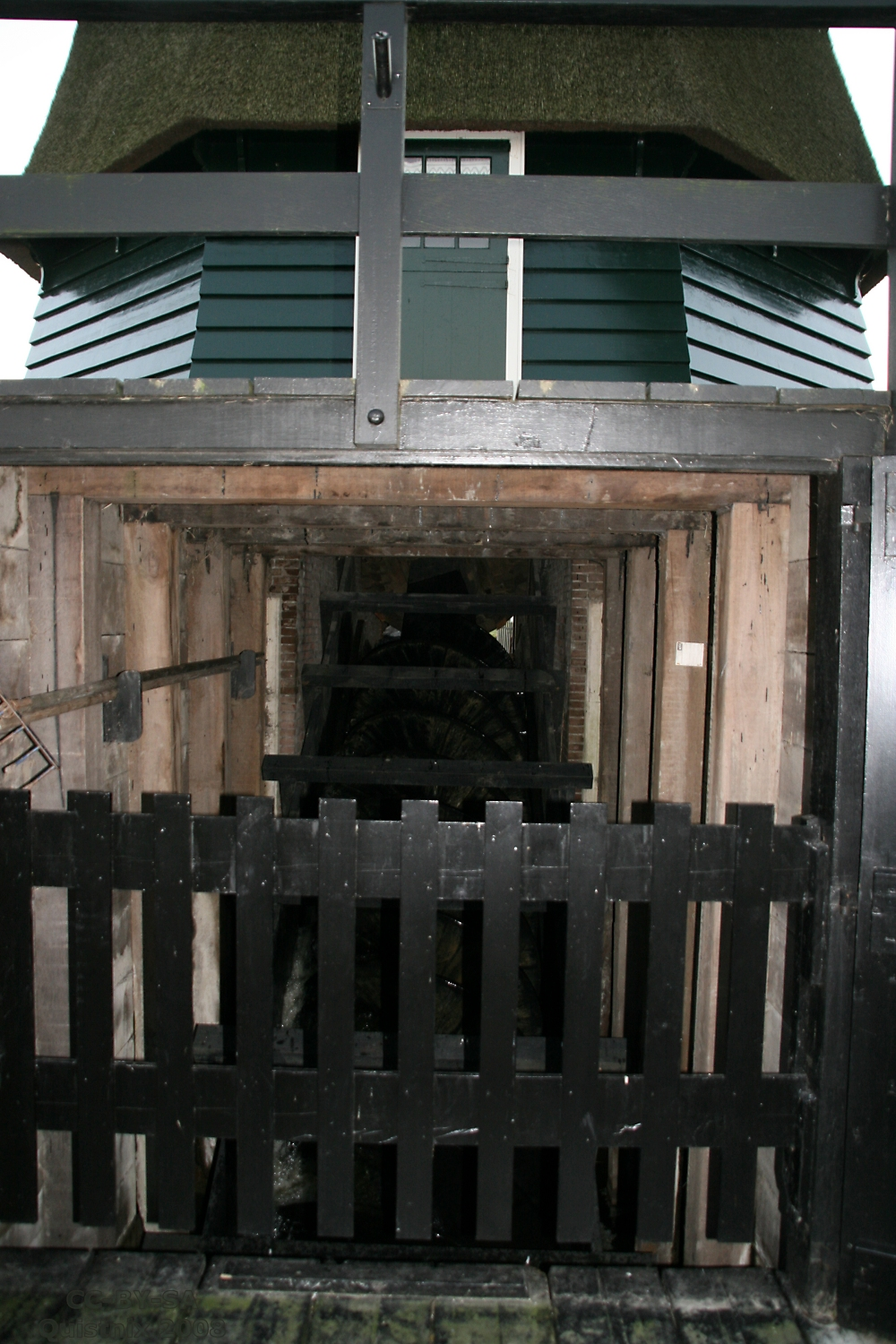
De vijzel
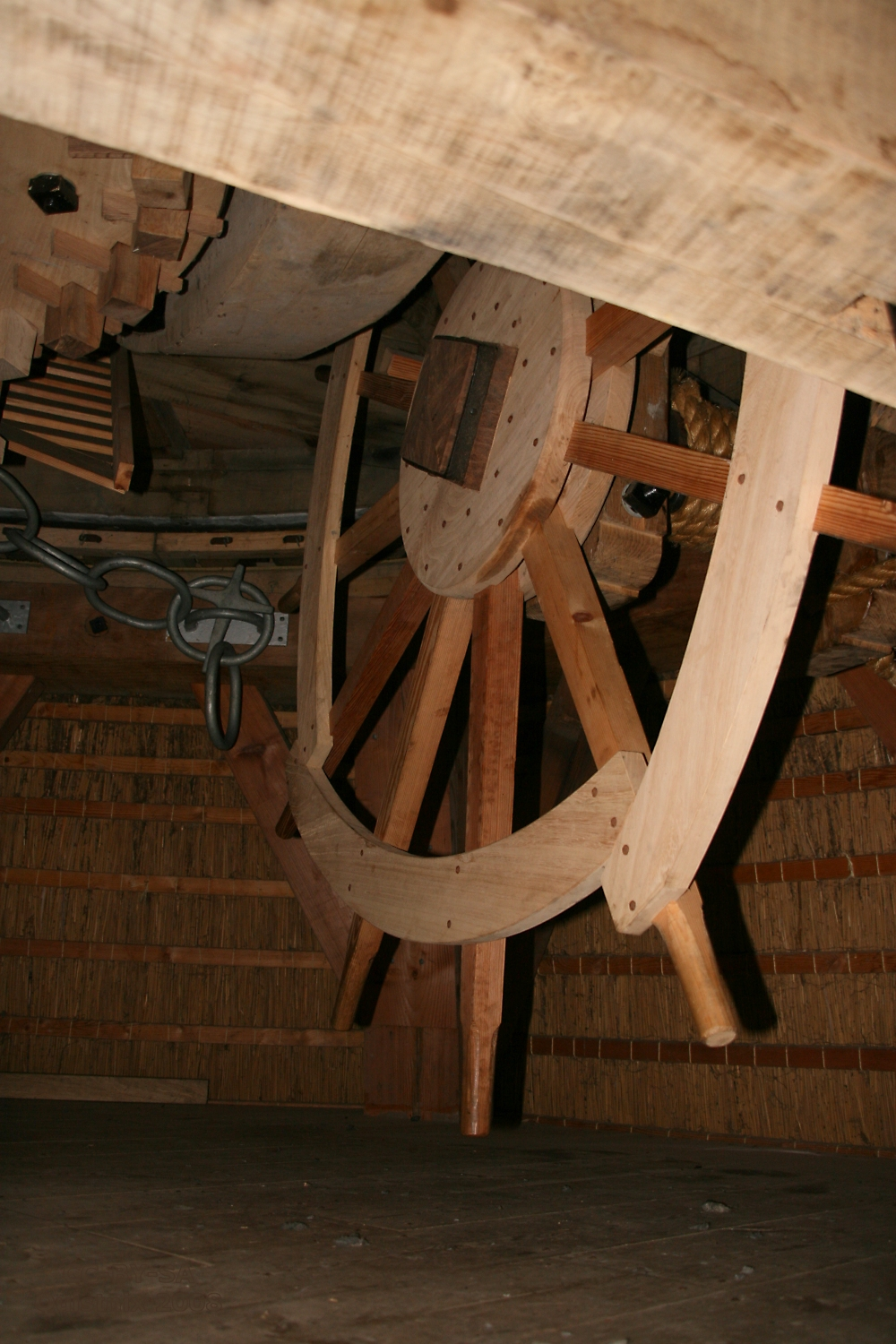
Het kruirad op de kapzolder